# Gilles Bettmer
Gilles Bettmer (ur. 31 marca 1989 w Esch-sur-Alzette) – luksemburski piłkarz, pomocnik lokalnego klubu FC Differdange i reprezentacji Luksemburga.

## Życiorys
Do 2004 Bettmer grał w juniorach w FC Differdange, następnie przez kolejne cztery lata terminował już w Niemczech, w juniorach SC Freiburg, po czym w 2008 został przeniesiony do rezerw tamtejszego klubu. Grał w nich przez sezon 2008/2009, a następnie, na początku 2010, zasilił Eintrachtu Trewir z zachodniej Regionalligi (czwarty szczebel rozgrywek). Po rozegraniu piętnastu meczów w tej drużynie 26 maja 2010 ogłosił, że wraca do ojczyzny, do klubu FC Differdange.
W reprezentacji Luksemburga debiutował jako nastolatek w 2005 w meczu towarzyskim z Kanadą. Brał udział m.in. w eliminacjach do mistrzostw świata 2010.